# Ла-Граври
Ла-Граври́ (фр. La Graverie) — коммуна во Франции, находится в регионе Нижняя Нормандия. Департамент коммуны — Кальвадос. Входит в состав кантона Ле-Бени-Бокаж. Округ коммуны — Вир.
Код INSEE коммуны — 14317.

## Население
Население коммуны на 2010 год составляло 1125 человек.
| 1962 | 1968 | 1975 | 1982 | 1990 | 1999 | 2010 |
| ---- | ---- | ---- | ---- | ---- | ---- | ---- |
| 617  | 626  | 674  | 874  | 1038 | 1122 | 1125 |

## Экономика
В 2010 году среди 719 человек трудоспособного возраста (15—64 лет) 533 были экономически активными, 186 — неактивными (показатель активности — 74,1 %, в 1999 году было 73,7 %). Из 533 активных жителей работали 501 человек (267 мужчин и 234 женщины), безработных было 32 (13 мужчин и 19 женщин). Среди 186 неактивных 61 человек были учениками или студентами, 89 — пенсионерами, 36 были неактивными по другим причинам.